# Altagracia Mercado
Altagracia Mercado (ca. finals del segle XVIII-?), també coneguda com l'heroïna d'Huichapan, va ser una militar mexicana que va participar activament en la lluita per la independència de Mèxic.

## Biografia
Va néixer a finals de segle xviii en Huichapan, Hidalgo. Se sap que va finançar la formació d'un batalló que ella mateixa va dirigir i amb el qual es va integrar al bàndol insurgent durant la lluita per la independència de Mèxic. Va aconseguir vèncer a l'exèrcit reialista en diverses ocasions, fins que el seu regiment va ser derrotat durant un combat el 24 d'octubre de 1819. Bona part dels membres de la seva tropa van ser anihilats i els altres es van dispersar, però malgrat quedar-se sola es va enfrontar amb ferocitat a les forces enemigues. La seva valentia li va fer guanyar el respecte del comandant espanyol, el qual en lloc d'afusellar-la li va perdonar la vida i va afirmar: «Dones com ella no han de morir». Va ser detinguda i portada a la Ciutat de Mèxic, on va ser condemnada a 4 anys de treballs a la presó.